# Новосёлово (Иркутская область)
Новосёлово — село в  Казачинско-Ленском районе Иркутской области России. Входит в Новосёловское муниципальное образование. 

## География
Расположено на левом берегу реки Киренга в 38 км к юго-востоку от районного центра, села Казачинское. В 300 метрах западнее села проходит БАМ: ближайшая железнодорожная станция, разъезд Окунайский, находится к северо-западу от села.

## Население
| 2002 | 2010 | 2011 | 2012 |
| ---- | ---- | ---- | ---- |
| 68   | ↘34  | →34  | ↘32  |

По данным Всероссийской переписи, в 2010 году в селе проживали 34 человека (18 мужчин и 16 женщин).